# موريل برنارد
موريل برنارد (بالفرنسية: Muriel Chavassieux)‏ هي لاعبة رماية فرنسية، ولدت في 24 يناير 1961 في بورغوان-جاليو في فرنسا.

## وصلات خارجية
- موريل برنارد على موقع الاتحاد الدولي (الإنجليزية)
- موريل برنارد على موقع اللجنة الأولمبية الدولية (الإنجليزية)
- موريل برنارد على موقع أوليمبيديا (الإنجليزية)